# Javier Aguirre
Javier Aguirre (sinh ngày 1 tháng 12 năm 1958) là một cầu thủ bóng đá người México.

## Đội tuyển bóng đá quốc gia México
Javier Aguirre thi đấu cho đội tuyển bóng đá quốc gia México từ năm 1983-1992.

## Thống kê sự nghiệp
| Đội tuyển bóng đá Mexico | Đội tuyển bóng đá Mexico | Đội tuyển bóng đá Mexico |
| Năm                      | Trận                     | Bàn                      |
| ------------------------ | ------------------------ | ------------------------ |
| 1983                     | 5                        | 2                        |
| 1984                     | 15                       | 4                        |
| 1985                     | 19                       | 2                        |
| 1986                     | 10                       | 3                        |
| 1987                     | 0                        | 0                        |
| 1988                     | 1                        | 0                        |
| 1989                     | 0                        | 0                        |
| 1990                     | 2                        | 0                        |
| 1991                     | 3                        | 0                        |
| 1992                     | 2                        | 1                        |
| Tổng cộng                | 57                       | 12                       |